# Сесто-эд-Унити
Сесто-эд-Унити (итал. Sesto ed Uniti) — коммуна в Италии, располагается в регионе Ломбардия, подчиняется административному центру Кремона.
Население составляет 2806 человек, плотность населения составляет 108 чел./км². Занимает площадь 26 км². Почтовый индекс — 26028. Телефонный код — 0372.